# Castelnaudary
Castelnaudary, Castèlnòu d'Arri en occitano, es una ciudad y comuna francesa situada en el departamento del Aude y la región de Occitania. Es chef lieu del cantón de Bassin chaurien. Sus habitantes reciben el gentilicio de chauriens.
Castelnaudary pertenece a la antigua provincia del Lauragais. Por su situación geográfica, era el punto de unión de la vía romana que iba de Bram a Carcasona y el camino utilizado para ir a Béziers y Toulouse (Vía Aquitania).
La ciudad es conocida por ser popularmente la capital mundial del cassoulet. También es destacable como importante puerto fluvial del Canal du Midi —clasificado como  Patrimonio de la Humanidad por la Unesco—, el Grand Bassin y sus esclusas.

## Historia
A finales del siglo XII, Castelnaudary era un gran centro de implantación cátara. En 1209 fue conquistado por Simón de Montfort, los habitantes simpatizantes con los cátaros mostraron hostilidad pero no resistencia; una cincuentena de cátaros perecieron en la hoguera. En el año 1211 la ciudad, en manos de los cruzados, fue testigo de una gran batalla entre Señores occitanos y Simón de Montfort;. En 1220 la ciudad fue reconquistada por Raimundo VI de Tolosa pero, en 1226, fue tomada de nuevo por las tropas reales de Luis VIII de Francia, recién incorporadas a la Cruzada albigense. De acuerdo con el Tratado de Meaux (1229) el castillo de la ciudad fue derruido.
En el siglo XIV, el 31 de octubre de 1355, durante la Guerra de los Cien Años, Castelnaudary fue saqueada por las hordas del Príncipe Negro que, partiendo de Burdeos, devastaron la Gascuña, el Lauragais y llegaron hasta Narbonne. La ciudad fue destruida y sus habitantes masacrados.
Ya en el siglo XVII, tuvo lugar la batalla entre las tropas reales del mariscal Enrique de Schomberg y las tropas frondistas del Duque de Montmorency, gobernador del Languedoc, el 1 de septiembre de 1632. Enrique II de Montmorency, capturado durante la batalla y posteriormente decapitado en Toulouse (30 de septiembre de 1632) había conspirado con María de Médicis, madre de Luis XIII de Francia, y con Gastón de Orleans, hermano del rey, en contra el Cardenal Richelieu.

## Gastronomía
El cassoulet es la especialidad gastronómica de Castelnaudary, elaborada con alubias endémicas de la región, hígado de oca o pato y embutidos. Su nombre proviene de la cocción efectuada en cazuelas de barro cocido esmaltadas, que se fabrican en las proximidades, en Issel. Es una de las tres ciudades, junto a Carcasona y Toulouse, que se disputan el origen de este plato gastronómico.

## Lugares de interés
- La colegiata de Saint-Michel (siglo XIII)

De estilo románico e iniciada en 1240. En el año 1317, con la creación del obispado de Saint-Papoul fue elevada al rango de colegiata. Durante la Guerra de los Cien Años fue derruida en parte. Le fueron realizadas posteriores modificaciones durante los siglos XIV, XV, XVIII y XIX, construyéndose 9 capillas laterales y una impresionante aguja piramidal gótica de 50 metros de altura. En el interior alberga un órgano de finales del siglo XVIII.
- El Présidial.

En el siglo XVI, el castillo de la ciudad, medio derruido, fue reconstruido convirtiéndose en sede del tribunal civil y militar. Una parte de sus edificios sirvió de prisión de 1554 a 1926. De este edificio se puede observar su fachada renacentista.
- L'Apothicairerie  del siglo XVIII.

Farmacia anexa del hospital de la ciudad; contiene una importante colección de frascos de farmacia de cerámica de mayólica de Moustiers del siglo XVIII y de porcelana de estilo Imperio del siglo XIX.
- El Grand Bassin (siglo XVII).

Construido por Pierre-Paul Riquet, impulsor del Canal du Midi, y  François Andréossy como centro tecnológico del canal, con una dimensión de 7 hectáreas, unas impresionantes esclusas llamadas de Saint-Roch y la Île de la Cybèle, isla artificial ideada como dique de contención por el fuerte viento que existe en la región.
- Molino de Cugarel

Molino de viento del siglo XVII. En las proximidades del Grand Bassin, hasta el pasado siglo XIX, en Castelnaudary había aún una treintena de molinos de viento en funcionamiento; el Molino de Cugarel es el que se conserva en mejor estado.
- En las proximidades:
  - Abadía de Saint-Papoul, fundada en el siglo VIII.

## Personalidades ligadas a la comuna
- Alexandre Soumet
- Antoine Marfan
- Georges Canguilhem

## Demografía
| 7 871 | 7 610 | 7 924 | 9 493 | 9 993 | 10 186 | 9 635 | 9 992 | 9 652 | 9 584 | 9 075 | 9 328 | 9 042 | 10 059 | 10 105 | 10 059 | 9 720 | 9 397 | 9 362 | 9 542 | 7 921 | 7 891 | 8 054 | 8 246 | 8 073 | 8 765 | 9 343 | 9 936 | 10 118 | 10 750 | 10 970 | 10 851 |
| Para los censos de 1962 a 1999 la población legal corresponde a la población sin duplicidades (Fuente: INSEE [Consultar]) |       |       |       |       |        |       |       |       |       |       |       |       |        |        |        |       |       |       |       |       |       |       |       |       |       |       |       |        |        |        |        |

(Población sans doubles comptes según la metodología del INSEE).